# Jacob Bogislaw von Puttkamer

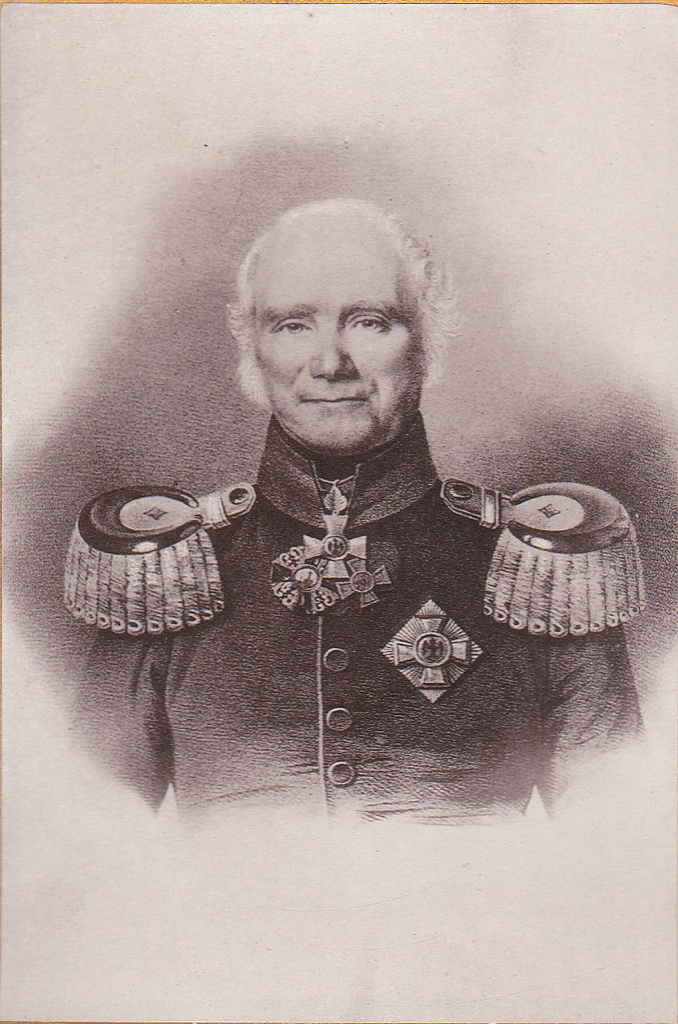
Jacob Bogislaw von Puttkamer

Jacob Bogislaw von Puttkamer (* 21. August 1753 in Schluschow; † 30. April 1846 in Berlin) war ein preußischer Offizier, zuletzt Generalleutnant sowie Kommandant des Berliner Invalidenhauses.

## Leben

### Herkunft
Jacob Bogislaw entstammte dem hinterpommerschen Adelsgeschlecht derer von Puttkamer und war der dritte Sohn von Erasmus Georg von Puttkamer (1724–1754), Herrn auf Schluschow, und dessen Ehefrau Barbara Elisabeth, geborene von Lewińska (1714–1793). Das Ehepaar hatte eine Tochter und drei Söhne.

### Zivile Ausbildung
Puttkamer besuchte anfangs die Dorfschule in Schluschow, wurde dann aber 1766 vom preußischen König Friedrich II. als Hofpage angefordert. Seine weitere allgemeinbildende Ausbildung erhielt er daraufhin an der Pagenschule in Potsdam.

### Militärischer Werdegang

Das Königliche Invalidenhaus zu Berlin – Kommandant von 1828 bis 1846: Jacob Bogislaw von Puttkamer

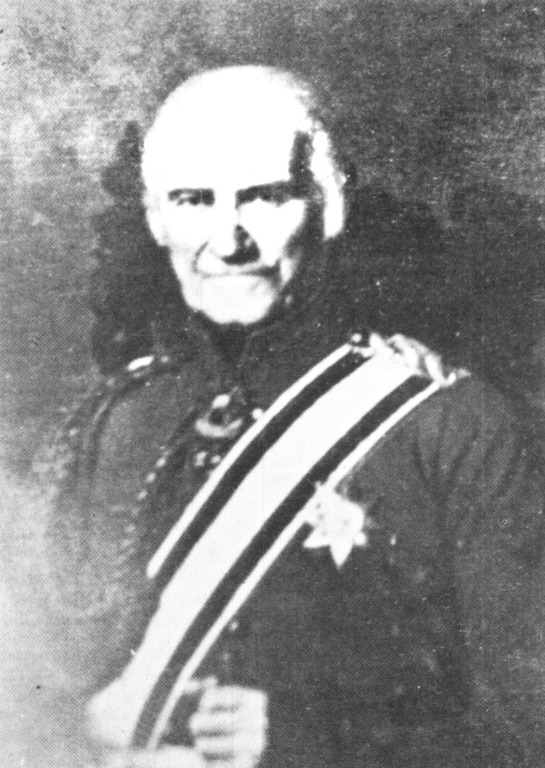
Jacob Bogislaw im Alter

Puttkamer trat am 20. Juni 1773 als Fähnrich in das Regiment Garde ein und nahm mit diesem 1778/79 am Bayerischen Erbfolgekrieg teil. 1779 wurde er Sekondeleutnant, 1785 Premierleutnant und 1790 schließlich Stabskapitän. Als solcher kämpfte er mit seinem Regiment dann im Feldzug 1793/95 bei Mainz, Pirmasens, Kaiserslautern, am Kettricher Hof und Trippstadt. Am 9. August 1797 erfolgte seine Ernennung zum Kompaniechef sowie die Beförderung zum Kapitän. Als Major (seit 9. September 1800) erlitt er 1806 in der Schlacht bei Auerstedt eine Verwundung und wurde durch die Kapitulation der Preußischen Truppen bei Prenzlau inaktiviert. Nach dem Frieden von Tilsit erfolgte seine weitere Verwendung als Kommandeur des Garde-Invalidenbataillons in Potsdam. Am 9. Juni 1812 wurde er dann Oberstleutnant und ein Jahr darauf mit der Wahrnehmung der Geschäfte als Kommandant von Potsdam beauftragt. Seine Stellung als Kommandeur des Garde-Invalidenbataillons gab Puttkamer am 2. Januar 1817 unter Beibehaltung als Geschäftsträger der Kommandantur Potsdam ab. Als Oberst (seit 5. Juni 1815) erfolgte schließlich am 1. September 1817 seine Ernennung zum Kommandanten von Potsdam.
Anlässlich seines 50. Dienstjubiläums verlieh ihm Friedrich Wilhelm III. den Charakter als Generalmajor. Im Jahre 1828 ernannte man Puttkamer zum Kommandanten des Invalidenhauses in Berlin. Zu seinem 70. Dienstjubiläum im Jahre 1843 erhielt Puttkamer den Charakter als Generalleutnant sowie den Roten Adlerorden I. Klasse. Er war zu diesem Zeitpunkt der dienstälteste preußische Offizier. Die Stadt Potsdam ernannte ihn 1833 zu ihrem Ehrenbürger.
Jacob Bogislaw von Puttkamer starb am 30. April 1846 im Alter von 92 Jahren in Berlin. Die Beisetzung auf dem Invalidenfriedhof erfolgte auf Puttkamers eigenen Wunsch hin in aller Stille und ohne militärische Ehrenbezeugungen. Das Grabmal ist nicht erhalten.

### Familie
Puttkamer war mit Anna Hedwig Auguste, geborene von der Groeben (* 16. Juli 1774; † 1. Mai 1825) verheiratet. Aus der Ehe gingen sechs Kinder hervor:
- Karl Wilhelm Erasmus Hermann Bogislav (* 31. Januar 1803; † 19. Juni 1874), preußischer Oberst ⚭ Henriette Julie von der Dollen (* 9. Februar 1810; † 30. März 1873), verwitwete von Barby
- Sigismund Konrad Ludwig August (* 13. April 1805; † 20. November 1837), preußischer Premierleutnant
- Albert Leopold Alexander (* 4. Oktober 1807), preußischer Sekondeleutnant; wanderte nach Amerika aus ⚭ 1850 Katharina Scowell
- Konrad Karl (* 9. März 1809; † 16. Juni 1860), preußischer Oberstleutnant a. D.
- Alexander Leopold Ferdinand (* 3. April 1812; † 6. Februar 1849), preußischer Premierleutnant
- Malwine Helmine Albertine Marie (* 4. Dezember 1814; † 13. Januar 1891) ⚭ 1840 Adolph von Randow, preußischer Generalleutnant